# Das Pegasus-Projekt
Das Pegasus-Projekt (Originaltitel: The Pegasus) ist die zwölfte Folge der siebenten Staffel der US-amerikanischen Science-Fiction-Fernsehserie Raumschiff Enterprise – Das nächste Jahrhundert. Sie wurde in den Vereinigten Staaten über Syndication vermarktet und erstmals am 10. Januar 1994 auf verschiedenen Fernsehsendern ausgestrahlt. In Deutschland war sie zum ersten Mal am 8. Juli 1994 in einer synchronisierten Fassung auf Sat.1 zu sehen.

## Handlung
Im Jahr 2370 bei Sternzeit 47457.1 findet auf der Enterprise der Captain Picard Day statt, bei dem die Kinder, die auf dem Schiff wohnen, Captain Picard für seine Vorbildfunktion ehren. Picard ist gerade dabei, einige Zeichnungen und Basteleien zu bewerten, als er die Nachricht erhält, sich umgehend mit der USS Crazy Horse zu treffen. Von dieser beamt Admiral Erik Pressman auf die Enterprise, der für die Sicherheitsabteilung der Sternenflotte tätig ist. Für den ersten Offizier Will Riker ist dies ein unerwartetes Wiedersehen, denn Pressman war sein erster kommandierender Offizier, nachdem er die Akademie abgeschlossen hatte. Noch erstaunter ist Riker, als Pressman ihm mitteilt, dass die nun anstehende geheime Mission mit ihrem alten Schiff, der USS Pegasus, zusammenhängt. Diese musste vor zwölf Jahren aufgegeben werden und galt seitdem als verschollen, doch jetzt gibt es Hinweise, dass die Romulaner sie lokalisiert haben.
Pressman informiert die Führungsoffiziere der Enterprise darüber, dass die Pegasus vermeintlich durch einen Warpkernbruch zerstört wurde. Nur neun Besatzungsmitglieder überlebten damals. Nach Geheimdienstinformationen haben die Romulaner im Devolin-System Trümmer gefunden und der Rest des Schiffs wird irgendwo in einem Asteroidenfeld vermutet. Die Enterprise soll dieses nun absuchen, um die Pegasus vor den Romulanern zu finden. Allerdings haben auch die Romulaner ein Kriegsschiff in das Asteroidenfeld entsandt. Picard und der romulanische Kommandant Sirol versichern sich gegenseitig, dass ihre Schiffe nur gasförmige Anomalien untersuchen, doch beiden Seiten ist klar, warum die jeweils andere hier ist. Riker fühlt sich zunehmend unwohl, da Pressman Picard und die Anderen über ein entscheidendes Detail im Unklaren lässt: Das Unglück auf der Pegasus hatte mit einem geheimen Experiment zu tun und Pressman plant, dieses fortzuführen, wenn die Bergung des entsprechenden Geräts von der Pegasus gelingt.
Chefingenieur La Forge empfängt von einem der Asteroiden eine Signatur, die von der Pegasus stammen könnte. Sie kommt aus dem Inneren des Asteroiden und es scheint, dass das Schiff irgendwie in diesen hineingezogen wurde. Da sich die Romulaner nähern, wird der Asteroid mit natürlich erscheinender ionisierender Strahlung verhüllt und die Enterprise fliegt fort. Die Strahlung soll die Sensoren der Romulaner stören und sie sollen den Eindruck gewinnen, die Untersuchung der Enterprise sei erfolglos gewesen. Diese soll allerdings später zurückkehren, wenn die Romulaner außer Reichweite sind.
Picard hat inzwischen einige Gefälligkeiten eingefordert und hierdurch einen geheimen Bericht über die genaueren Umstände zum Verschwinden der Pegasus erhalten. Aus diesem geht hervor, dass es an Bord zu einer Meuterei gekommen war. Er stellt Riker zur Rede, weil er ihm dieses Detail bisher verschwiegen hatte. Riker erklärt, es sei beim Test eines neuen Antriebssystems zu einem Unfall gekommen. Mehrere Führungsoffiziere meuterten daraufhin gegen Pressman, weil sie glaubten, er würde das Schiff in Gefahr bringen. Für Riker als frischgebackenen Fähnrich gingen damals Pflicht und Ehre über alles, weshalb er sich auf die Seite seines Captains stellte. Picard genügt diese Antwort nicht. Aus dem Bericht geht hervor, dass die Überlebenden der Pegasus den Vorfall möglichst vertuschen wollten. Der Bericht wurde zur Verschlusssache erklärt und stillschweigend zu den Akten gelegt. Riker bedauert, dass er Picard nichts weiter mitteilen kann, da es ihm von Pressman ausdrücklich verboten wurde.
Die Enterprise kehrt zu dem Asteroiden zurück, in dem sich die Pegasus befindet. Um diese zu erreichen, muss die Enterprise durch einen engen Spalt in den Asteroiden hineinfliegen. Picard hält das für zu riskant, doch Pressman besteht auf der Durchführung dieses Manövers. Der Plan gelingt und die Enterprise trifft schließlich auf die Pegasus. Diese steckt teilweise im festen Gestein des Asteroiden, was die Besatzung der Enterprise vor ein Rätsel stellt. Pressman hat es jetzt sehr eilig. Mit einem Energiestrahl wird die Lebenserhaltung auf der Pegasus wiederhergestellt und Pressman beamt mit Riker in deren Maschinenraum. Dort baut Pressman das von ihm gesuchte Gerät aus. Angesichts der toten Besatzungsmitglieder im Maschinenraum erklärt Riker, dass er Pressman bei dessen geplanter Fortsetzung des Experiments nicht unterstützen wird. Plötzlich geht eine Erschütterung durch die Pegasus. Pressman und Riker kehren auf die Enterprise zurück und erfahren, dass die Romulaner zurückgekehrt sind. Sie haben den Asteroiden beschossen und dadurch den Weg nach draußen blockiert.
Sirol ruft die Enterprise und drückt sein Bedauern aus, dass das Schiff durch die geologischen Experimente der Romulaner versehentlich im Asteroiden eingeschlossen wurde. Großzügig bietet er an, die Besatzung zu evakuieren und – nach einem kurzen Aufenthalt auf Romulus – zurück in den Föderationsraum zu bringen. Sich einen neuen Fluchtweg freizuschießen scheint nicht möglich. Riker sieht daher nur eine Möglichkeit, um die Enterprise zu retten: Er offenbart die Wahrheit über das Experiment auf der Pegasus und erklärt, dass es sich um eine interphasische Tarnvorrichtung handelt, die ein Raumschiff nicht nur unsichtbar macht, sondern ihm auch erlaubt, sich durch feste Materie zu bewegen. Picard verweist auf den Vertrag von Algeron, der es der Sternenflotte eindeutig verbietet, Tarnvorrichtungen zu benutzen. Pressmans Experiment auf der Pegasus war ein Verstoß gegen diesen Vertrag.
Angesichts der verzweifelten Lage lässt Picard die Tarnvorrichtung mit den Systemen der Enterprise verbinden. Sie funktioniert und das Schiff durchfliegt im getarnten Zustand den Asteroiden. Im freien Weltraum angekommen lässt er aber die Tarnung sofort wieder aufheben und lässt die Romulaner wissen, dass ihre Regierung in Kürze über diesen Vorfall informiert wird. Wegen seines illegalen Experiments entzieht Picard Pressman das Kommando über die Mission und lässt ihn festnehmen. Riker besteht darauf, ihn in den Arrest zu begleiten. Nach Rücksprache mit dem Oberkommando der Sternenflotte erfährt Picard, dass der Pegasus-Zwischenfall nun doch gründlich untersucht werden soll. Pressman wird sich wahrscheinlich vor einem Militärgericht verantworten müssen. Auch Rikers Rolle in dieser Sache soll untersucht werden. Picard ist der Meinung, dass er vor zwölf Jahren einen Fehler begangen hat, jetzt aber richtig gehandelt hat, indem er die Wahrheit aufgedeckt hat. Er ist daher weiterhin stolz, Riker als seinen ersten Offizier zu haben.

## Verbindungen zu anderen Star-Trek-Produktionen
Die Handlung von Das Pegasus-Projekt nimmt Bezug auf mehrere frühere Star-Trek-Folgen:
- Zum ersten Mal seit der Folge Die unsichtbare Falle der Originalserie Raumschiff Enterprise aus dem Jahr 1968 benutzt ein Föderationsraumschiff wieder eine Tarnvorrichtung.
- Picard erwähnt hier gegenüber Pressman noch einmal den Grund, warum er Riker zu seinem ersten Offizier gemacht hat. Riker hatte sich geweigert, seinen vorherigen Captain während einer gefährlichen Situation auf die Oberfläche eines Planeten beamen zu lassen, da ihm das Leben seines Captains wichtiger war als ein möglicher Verweis in seiner Dienstakte wegen Befehlsverweigerung. Diese Geschichte wurde bereits im Pilotfilm Der Mächtige / Mission Farpoint von Raumschiff Enterprise – Das nächste Jahrhundert aus dem Jahr 1987 thematisiert.
- Eine experimentelle Interphasentarnvorrichtung spielte bereits in Folge 5.24 (So nah und doch so fern) von Raumschiff Enterprise – Das nächste Jahrhundert aus dem Jahr 1992 eine Rolle. Dort wurde sie von den Romulanern getestet.
- Die kurz zuvor in Folge 7.09 (Die Raumkatastrophe) von Raumschiff Enterprise – Das nächste Jahrhundert aus dem Jahr 1993 eingeführte Geschwindigkeitsbegrenzung für Föderationsraumschiffe wird hier noch einmal kurz erwähnt.

Einige Elemente aus dieser Folge wurden in späteren Star-Trek-Produktionen wieder aufgegriffen:
- Der Vertrag von Algeron zwischen der Föderation und den Romulanern, der Föderationsraumschiffen die Nutzung einer Tarnvorrichtung untersagt, wird hier erstmals erwähnt. Der Vertrag kommt auch in mehreren späteren Star-Trek-Folgen zur Sprache.
- In der finalen Folge 4.22 (Dies sind die Abenteuer) von Star Trek: Enterprise aus dem Jahr 2005 werden die Ereignisse von Das Pegasus-Projekt als Rahmenhandlung genutzt. Jonathan Frakes und Marina Sirtis sind hier erneut in ihren Rollen als Riker und Troi zu sehen (Brent Spiner als Data ist zudem über Funk zu hören). Riker nutzt hier eine Holodeck-Simulation der letzten Mission der Enterprise NX-01, um zu einer Entscheidung zu gelangen, ob er Picard sein Wissen über die wahren Hintergründe des Pegasus-Zwischenfalls offenbaren soll.
- In mehreren Folgen von Star Trek: Picard und Star Trek: Lower Decks gibt es Verweise auf den Captain Picard Day.

## Produktion

### Drehbuch
Das Pegasus-Projekt ist von Clive Cusslers 1976 erschienenem und 1980 verfilmtem Roman Hebt die Titanic inspiriert. Ronald D. Moore wollte nach diesem Vorbild eine Geschichte über ein lange verschollenes Raumschiff schreiben, das ein Geheimnis verbirgt. Von Anfang an hatte er die Idee, dass Riker einst auf diesem Schiff gedient hatte. Ähnlich wie Wesley Crusher in Folge 5.19 (Ein missglücktes Manöver) sollte wegen der Verheimlichung eines schwerwiegenden Fehlers seine Karriere in Gefahr geraten. Die Strafe, die ihn am Ende der Folge erwartet, fiel in Moores ursprünglichem Entwurf deutlich härter aus als in der finalen Fassung: Er hätte 30 Tage in Haft verbüßen müssen und einen Verweis in seiner Dienstakte erhalten, der jede Aussicht auf eine Beförderung zum Captain zunichtegemacht hätte. Eine weitere Änderung betraf die Eröffnungsszene. Moore hatte eigentlich eine Theaterprobe vorgesehen, die aber schließlich durch den Captain Picard Day ersetzt wurde.

### Darsteller
Das Produktionsteam war von Terry O’Quinns Darstellung von Admiral Pressman sehr beeindruckt und wollte ihn eigentlich in einer Folge von Star Trek: Deep Space Nine erneut in dieser Rolle auftreten lassen, was aber letztlich nicht umgesetzt wurde.
Michael Mack, Darsteller von Sirol, spielte auch Fähnrich Hayes im Spielfilm Star Trek: Treffen der Generationen.

### Musik
Das Pegasus-Projekt ist die einzige Folge von Raumschiff Enterprise – Das nächste Jahrhundert, deren Musik von John Debney komponiert wurde. Debney hatte zuvor bereits die Musik für zwei Folgen von Star Trek: Deep Space Nine komponiert.

### Requisiten
Die Einreichungen für den Captain Picard Day wurden von den Schülern zweier örtlicher Grundschulen sowie von den Kindern des Requisiteurs Alan Sims angefertigt.

### Modelle und Effekte
Die Pegasus hätte ursprünglich ein Raumschiff der Cheyenne-Klasse sein sollen. Hierfür hätte allerdings ein neues Modell gebaut werden müssen. Aus Kostengründen wurde stattdessen auf das bereits vorhandene Modell der Oberth-Klasse zurückgegriffen.
In dieser Folge sind zum einzigen Mal die Suchscheinwerfer der Enterprise zu sehen.
Die Ansicht des Asteroidenfelds aus Das Pegasus-Projekt wurde in Folge 1.05 (Transplantationen) von Star Trek: Raumschiff Voyager wiederverwendet.

## Rezeption
Keith DeCandido bewertete Das Pegasus-Projekt 2013 auf tor.com als eine der besten Folgen von Raumschiff Enterprise – Das nächste Jahrhundert. Er fand die Geschichte wunderbar konstruiert. Der Captain Picard Day unterstreicht für ihn gut das vertraute Verhältnis zwischen Picard und Riker, das im Laufe der Folge gehörig infrage gestellt wird. DeCandido fand, dass Jonathan Frakes Rikers inneren Konflikt sehr gut spielt. Weiterhin liefere die Folge endlich eine glaubwürdige Erklärung dafür, warum die Sternenflotte keine Tarnvorrichtungen benutzt. Als kleineren Kritikpunkt führte DeCandido die Figur des Admiral Pressman an. Dieser sei ein bereits zum Klischee gewordener stereotypischer böser Sternenflotten-Admiral. Durch die gute Darstellung von Terry O’Quinn würde dieser Negativpunkt aber etwas ausgeglichen.
Charlie Jane Anders führte Das Pegasus-Projekt 2014 auf gizmodo.com in einer Liste der 100 besten bis dahin ausgestrahlten Star-Trek-Folgen auf Platz 55.
Aaron Couch und Graeme McMillan erstellten 2016 anlässlich des 50-jährigen Jubiläums von Star Trek in Zusammenarbeit mit verschiedenen Beteiligten aus dem Franchise für den Hollywood Reporter eine Liste der 100 besten bis dahin ausgestrahlten Folgen. Das Pegasus-Projekt wurde hierbei auf Platz 73 gewählt.
Aaron Couch und Graeme McMillan erstellten 2016 für den Hollywood Reporter eine Liste der 25 besten Folgen von Raumschiff Enterprise – Das nächste Jahrhundert. Das Pegasus-Projekt landete dabei auf Platz 20.